# Anthony Hitchens
Anthony Hitchens (Lorain, 10 giugno 1992) è un giocatore di football americano statunitense che gioca nel ruolo di safety per i Kansas City Chiefs della National Football League (NFL). Fu scelto nel corso del quarto giro (119º assoluto) del Draft NFL 2014. Al college giocò a football all'Università dell'Iowa.

## Carriera professionistica

### Dallas Cowboys
Hitchens fu scelto nel corso del quarto giro del Draft 2014 dai Dallas Cowboys. Debuttò come professionista subentrando nella settimana 1 contro i San Francisco 49ers e mettendo a segno un tackle-. La domenica successiva partì per la prima volta come titolare. La sua prima stagione si chiuse disputando tutte le 16 partite, di cui 11 come titolare, con 75 tackle e un intercetto nel penultimo turno su Andrew Luck degli Indianapolis Colts.

### Kansas City Chiefs
Nel 2018 Hitchens firmò un contratto quinquennale con i Kansas City Chiefs. Il 2 febbraio 2020 partì come titolare nel Super Bowl LIV contro i San Francisco 49ers che i Chiefs vinsero per 31-20, conquistando il primo titolo dopo cinquant'anni. Nella finalissima mise a segno 4 tackle.

## Palmarès
- Super Bowl : 1

Kansas City Chiefs: LIV
- American Football Conference Championship: 2

Kansas City Chiefs: 2019, 2020

## Statistiche
| Partite totali      | 16 |
| Partite da titolare | 11 |
| Tackle totali       | 75 |
| Sack fatti          | 0  |
| Intercetti          | 1  |

Statistiche aggiornate alla stagione 2014